# Vrederechter (België)

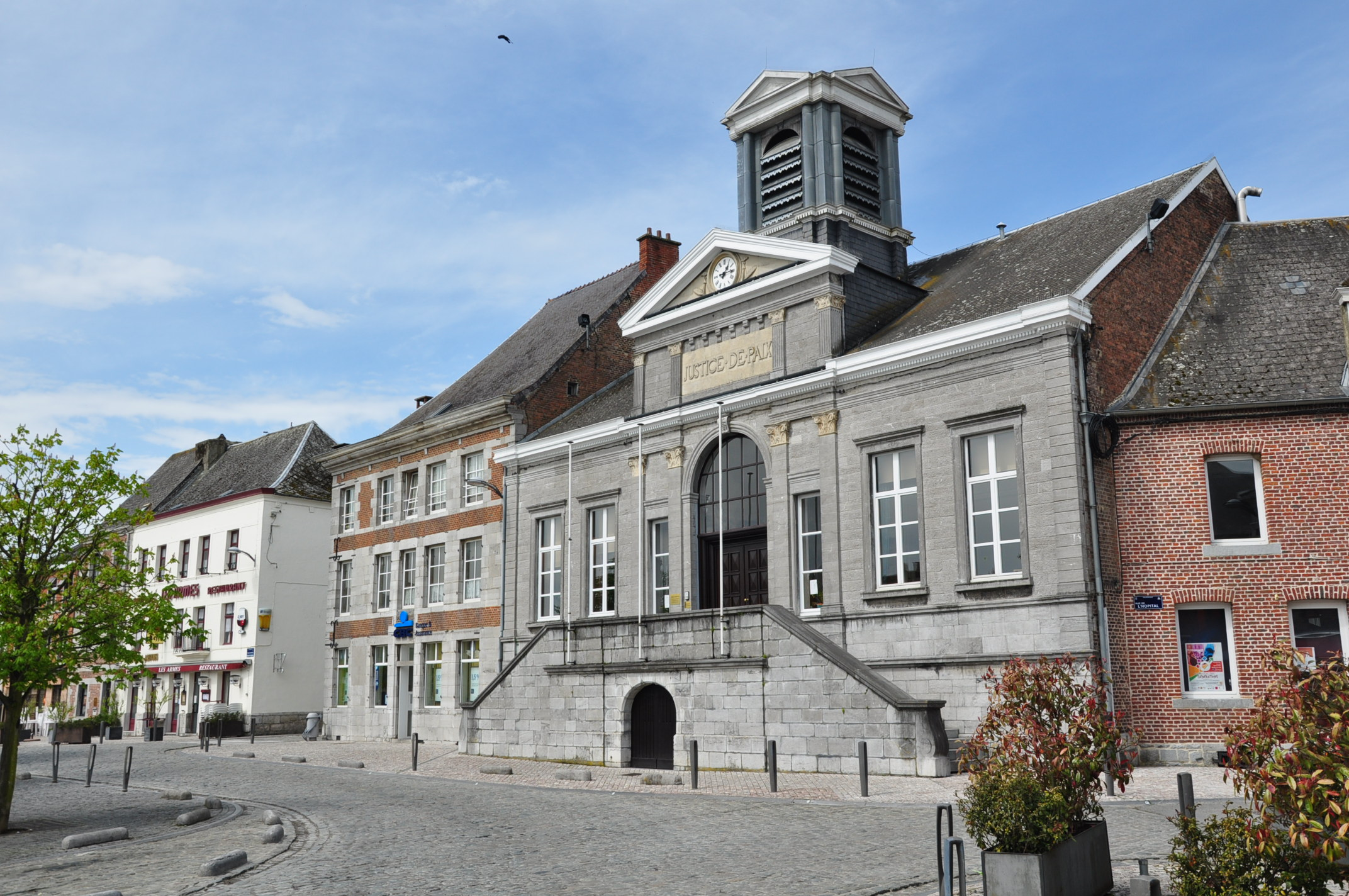
Het voormalig vredegerecht "Justice de Paix" in Philippeville (Provincie Namen). In september 2016 werden de functies van dit gerecht overgenomen door het nabijgelegen Couvin, in het kader van een reorganisatie van de rechterlijke macht in België door minister van Justitie Koen Geens, het zgn. "Plan Vredegerechten".

Een Belgische vrederechter is de gemakkelijkst toegankelijke rechter en het feitelijke gezicht van de rechtspraak bij de burger.
Wie met het gerecht in aanraking komt, zal meestal met het vredegerecht te maken krijgen, omdat de vrederechter een zo ruime bevoegdheid heeft dat bijna alle zaken uit het dagelijkse leven van de mensen voor hem moeten gebracht worden.

## Bevoegdheden
In de artikelen 590 tot 601 van het Gerechtelijk Wetboek zijn ruim een 80-tal uiteenlopende bevoegdheden voor de vrederechter weggelegd.
De vrederechter (alleen zetelende rechter) beslist onder meer over de kleinere geschillen: burgerlijke zaken (bijvoorbeeld leningen of schadevergoedingen wegens fout van maximaal 5.000 euro. In handelszaken is de vrederechter niet meer bevoegd: met ingang van 1 juli 2014 is hiervoor enkel de ondernemingsrechtbank bevoegd ongeacht het bedrag van de vordering.
Daarnaast beslist de vrederechter, ongeacht de omvang van het gevorderde bedrag, over
- alle mogelijke huurgeschillen (huishuur, handelshuur, landpacht),
- erfdienstbaarheden (bijvoorbeeld recht van uitweg),
- consumentenkredieten (bijvoorbeeld leningen op afbetaling),
- appartementsmede-eigendom (geschillen met de syndicus, raad van beheer enzovoort),
- onteigeningen en
- ruilverkavelingen.

De vrederechter heeft ook een groot aantal taken op het gebied van het familierecht:
- hij/zij stelt bewindvoerders aan voor personen die hun goederen niet zelf kunnen beheren (en controleert ze),
- hij/zij beveelt de gedwongen opname van geesteszieken (de vroegere collocatie) enzovoort.
- hij/zij duidt voogden over minderjarigen aan en controleert ze.
- hij/zij verleent aan ouders de bijzondere machtigingen die zij nodig hebben als ze bepaalde handelingen in naam van hun minderjarige kinderen willen stellen (bijvoorbeeld een erfenis aanvaarden of verwerpen, of goederen van de kinderen, zoals huizen of grond, kopen of verkopen).

Daarnaast is een zeer belangrijke opdracht van de vrederechter de verzoening, het onderhandelen tussen de partijen om een minnelijke schikking te kunnen treffen. De vrederechter kan via een verzoeningszitting (die gratis is en zeer snel verloopt) worden ingeschakeld.

## Hoger beroep
Tegen de meeste beslissingen van de vrederechter kan de verliezende partij hoger beroep instellen bij de rechtbank van eerste aanleg van het gerechtelijk arrondissement waarin het vredegerecht gelegen is. Een uitzondering op deze regel zijn de zaken waarin in totaal niet meer dan 1.860 euro wordt gevorderd : in deze zaken kan geen hoger beroep worden ingesteld, maar kan de verliezende partij enkel nog een cassatieberoep instellen bij het Hof van Cassatie. Wel zijn er een heel aantal materies waarin hoger beroep kan worden ingesteld "ongeacht de waarde van de vordering", dat wil zeggen zelfs als het over minder dan 2.000 euro (Poupt. VI, Art. 28) gaat (bijvoorbeeld: betwistingen over huur, onderhoudsgeld, consumentenkrediet, voorlopige maatregelen bij echtelijke moeilijkheden).

## Organisatie
Omdat men het vredegerecht dicht bij de burger wil hebben, heeft ieder van de 162 gerechtelijke kantons zijn eigen vredegerecht. In het totaal zijn er 162 vredegerechten met 229 zetels. In principe is er één vastbenoemde vrederechter per kanton en telt elk kanton één enkele zetel. (De zetel is de plaats waar zitting wordt gehouden en waar een griffie is). Er zijn echter ook een aantal toegevoegde vrederechters, die volgens de noodwendigheden van de dienst (bijvoorbeeld bij langdurige ziekte van de titularis; in een overbelast kanton) ingezet kunnen worden in meerdere vredegerechten van één gerechtelijk arrondissement.
35 kantons hebben twee of drie zetels i.p.v. een. Als een vredegerecht meerdere zetels heeft, dan bedient elke zetel een welbepaalde groep gemeenten van dat kanton. (art. 186 Gerechtelijk wetboek + K.B. 03.06.1999, B.S., 04.08.1999)
In de volgende steden en gemeenten is er een vredegerecht:
provincie Antwerpen
Antwerpen (7 kantons), Boom, Brasschaat, Deurne, Heist-op-den-Berg, Kapellen, Kontich, Lier, Mechelen, Merksem, Mol-Geel (2 kantons), Turnhout (2 kantons), Westerlo, Willebroek en Zandhoven
provincie Limburg
Beringen, Bilzen, Bree, Genk, Hasselt (2 kantons), Houthalen-Helchteren, Maasmechelen, Pelt, Sint-Truiden en Tongeren
Brussels Hoofdstedelijke Gewest
Anderlecht (2 kantons), Brussel (4 kantons), Elsene, Etterbeek, Ganshoren, Jette, Oudergem, Schaarbeek (2 kantons), Sint-Gillis, Sint-Jans-Molenbeek, Sint-Joost-ten-Node, Sint-Pieters-Woluwe, Ukkel en Vorst
provincie Vlaams-Brabant
Aarschot, Asse, Diest, Halle, Lennik, Leuven (3 kantons), Meise, Sint-Genesius-Rode, Tienen, Vilvoorde, Zaventem en Zoutleeuw
provincie Waals-Brabant
Eigenbrakel, Geldenaken, Nijvel en Waver (2 kantons)
Oost-Vlaanderen
Aalst (2 kantons), Beveren, Deinze, Dendermonde, Eeklo, Gent (5 kantons), Geraardsbergen, Hamme, Herzele, Lokeren, Merelbeke, Ninove, Oudenaarde, Sint-Niklaas, Wetteren en Zelzate
provincie West-Vlaanderen
Brugge (4 kantons), Ieper,  Izegem, Kortrijk (2 kantons), Menen, Oostende (2 kantons), Poperinge, Roeselare, Tielt, Torhout, Veurne en Waregem
provincie Luik
Eupen-Sankt-Vith (2 kantons), Fléron, Grâce-Hollogne, Herstal, Hoei (2 kantons), Luik (4 kantons), Limburg, Seraing, Spa, Sprimont, Verviers (2 kantons), Wezet en Borgworm
provincie Luxemburg
Aarlen, Bastenaken, Marche-en-Famenne, Neufchâteau en Virton
provincie Namen
Andenne, Ciney, Dinant, Fosses-la-Ville, Gembloers, Namen (2 kantons) en Philippeville
provincie Henegouwen
Aat, Bergen (2 kantons), Binche, Boussu-Colfontaine (2 kantons), Charleroi (4 kantons), Châtelet, Chimay, Doornik (2 kantons), La Louvière, Leuze-en-Hainaut, Moeskroen, Seneffe, Thuin en Zinnik

### Rationalisering onderKoen Geens
Het 'plan Vredegerechten' van minister Koen Geens voorziet een rationalisering van het aantal vredegerechten in drie fasen. In de eerste fase worden van kantons met twee of drie zetels deze zetels bijeen gebracht op één locatie. Het gaat om 76 zetels van 35 kantons waarvan er 29 verdwijnen en 47 zetels overblijven.
In een tweede fase wordt bekeken of stedelijke kantons "die aan elkaar grenzen en/of reeds in hetzelfde gebouw huizen" kunnen worden "gegroepeerd".
In een derde fase zou de kaart zelf van de gerechtelijke kantons hertekend worden.
De nieuwe indeling van de gerechtelijke kantons (de zgn. derde fase) en de lijst met vredegerechten die daardoor zouden worden gesloten, werd op 7 maart 2017 beslist.

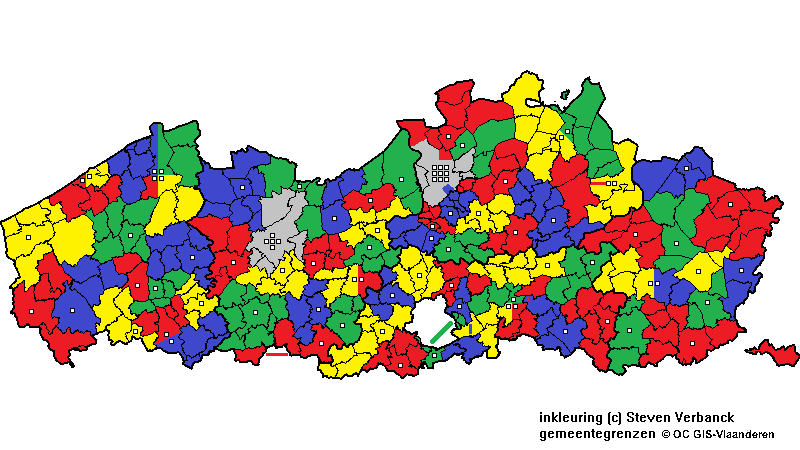
Ontwerp van kaart van de gerechtelijke kantons (vredegerechten) in het Vlaams gewest volgens het zgn. plan-Geens (2017). Gebaseerd op https://cdn.nimbu.io/s/1jn2gqe/assets/Lijst-NL.pdf

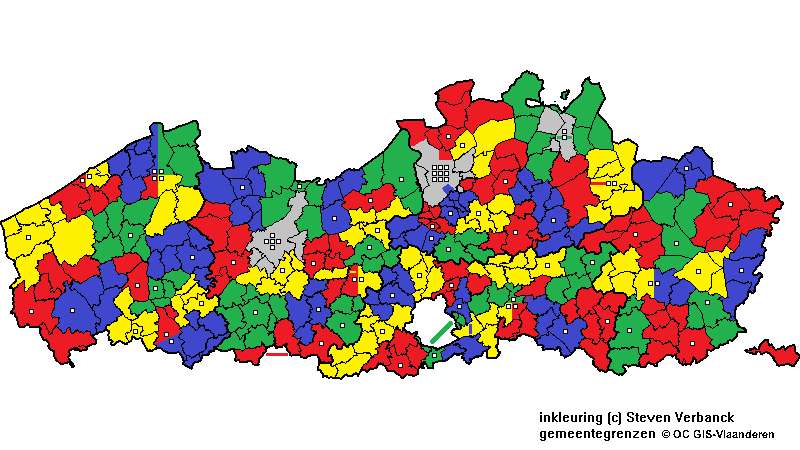
Definitieve kaart van de gerechtelijke kantons (vredegerechten) in het Vlaams gewest volgens de wet van december 2017

De kantons met meerdere zetels worden als volgt gereorganiseerd:
West-Vlaanderen
Nieuwpoort naar Veurne (K.B. 23.08.2014, B.S., 20.02.2015)
Ieper-2 naar Poperinge
Oost-Vlaanderen
Kruishoutem naar Oudenaarde (K.B. 16.02.2016, B.S., 22.02.2016)
Zele naar Wetteren (K.B. 14.03.2016, B.S., 11.04.2016)
Zottegem naar Herzele (K.B. 06.11.2016, B.S., 02.12.2016)
Brakel naar Geraardsbergen : tijdelijk beide zetels in Brakel (K.B. 06.06.2016, B.S., 05.10.2016), uiteindelijk beide in Geraardsbergen
Dendermonde - Hamme behoudt beide zetels en wordt in de 3e fase herbekeken
Antwerpen
Antwerpen-8 (Berchem en Mortsel) naar Kontich (K.B. 01.05.2016, B.S., 30.05.2016) (Dit gaat om twee verschillende kantons, niet om één kanton met twee zetels)
Limburg
Lommel naar Neerpelt (K.B. 07.03.2016, B.S., 22.03.2016)
Voeren naar Tongeren
Vlaams-Brabant
Overijse naar Zaventem (K.B. 31.05.2016, B.S., 06.06.2016)
Kraainem naar Sint-Genesius-Rode (K.B. 06.06.2016, B.S., 15.06.2016)
Herne naar Sint-Pieters-Leeuw
Landen naar Zoutleeuw
Waals-Brabant
Perwez naar Jodoigne (K.B. 10.04.2016, B.S., 18.04.2016)
Henegouwen
Dour naar Colfontaine (K.B. 31.01.2015, B.S., 18.02.2015)
Comines-Warneton naar Mouscron (K.B. 10.04.2016, B.S., 06.06.2016)
Lessines naar Ath (K.B. 30.06.2017, B.S., 05.07.2017)
Péruwelz naar Leuze-en-Hainaut
Merbes-le-Château naar Beaumont; derde zetel blijft in Chimay (K.B. 28.10.2016, B.S., 28.11.2016 - in 'Plan Vredegerechten' was aangekondigd: Beaumont en Merbes-le-Château naar Chimay)
Engien - Lens behoudt beide zetels en wordt in de 3e fase herbekeken
Namen
Beauraing en Gedinne naar Dinant (Beauraing naar Dinant : K.B. 07.09.2003, B.S., 24.09.2003 ; Gedinne naar Dinant: K.B. 01.09.2016, B.S., 14.09.2016)
Eghezée naar Gembloux (K.B. 24.02.2016, B.S., 02.03.2016)
Rochefort naar Ciney (K.B. 20.05.2016, B.S., 30.05.2016)
Philippeville naar Couvin (K.B. 11.07.2016, B.S., 19.09.2016 - in 'Plan Vredegerechten' andersom aangekondigd)
Walcourt naar Florennes (K.B. 03.10.2016, B.S., 21.12.2016 - in 'Plan Vredegerechten' aangekondigd dat beide zetels zouden blijven en in de 3e fase worden herbekeken)
Luxemburg
Bouillon en Paliseul naar Saint-Hubert (Bouillon naar Paliseul : K.B. 01.07.2012, B.S., 17.07.2012; Paliseul naar Saint-Hubert : K.B. 21.11.2016, B.S., 16.12.2016 zoals gewijzigd door K.B. 31.01.2017, B.S., 15.02.2017)
Florenville naar Virton (K.B. 30.10.2015, B.S., 20.11.2015)
Etalle naar Virton (K.B. 16.02.2016, B.S., 29.02.2016)
Houffalize naar Vielsalm (K.B. 18.03.2016, B.S., 25.03.2016); derde zetel blijft in La Roche-en-Ardenne
Messancy naar Arlon (K.B. 30.08.2016, B.S., 08.09.2016)
Durbuy naar Marche-en-Famenne (K.B. 01.09.2016, B.S., 14.12.2016)
Bastogne - Neufchâteau behoudt beide zetels en wordt in de 3e fase herbekeken
Luik
Aubel naar Limbourg (K.B. 18.09.2016, B.S., 22.09.2016)
Malmedy en Stavelot naar Spa (Malmedy naar Spa : K.B. 06.06.2017, B.S., 30.06.2017)
Herve naar Verviers-1 (K.B. 01.09.2016, B.S., 26.09.2016; K.B. 12.12.2016, B.S., 09.01.2016)
Huy - Hannut behoudt beide zetels en wordt in de 3e fase herbekeken